# Сферична координатна система
Сферична координатна система в математиката и физиката се нарича координатна система за определяне на положението на точка в тримерно пространство с една линейна и две ъглови координати.
Положението на точката {\displaystyle P} се представя с тройка сферични координати {\displaystyle (r,\;\theta ,\;\varphi )}, където {\displaystyle r} е разстоянието на точката от координатното начало (наричано още радиус-вектор или полярен радиус на точката), {\displaystyle \varphi } е нейният хоризонтален ъгъл (азимут), а {\displaystyle \theta } е нейният вертикален или зенитен ъгъл (наричан още полярен ъгъл или ъгъл на инклинация).
В почти всички научни направления (физика, електродинамика, антенно-фидерна техника, радиолокация, астрономия, география, геодезия) е приет международният стандарт ISO/IEC 80000 за обозначаване на азимута с {\displaystyle \varphi } и зенитния ъгъл с {\displaystyle \theta }. В някои математически източници е обратно: азимутът се обозначава с {\displaystyle \theta }, а зенитният ъгъл с {\displaystyle \varphi }, което трябва да се има предвид при ползване на различни източници. 

## Дефиниция
За дефиниция на сферична координатна система се избира някаква равнина, обозначена с {\displaystyle OXY} или {\displaystyle Z}, и перпендикулярна на нея ос {\displaystyle Z}, която пресича равнината в координатното начало {\displaystyle O}. Върху равнината се избира лъч с начало {\displaystyle O}, който определя референтния вектор за измерване на азимута (оста {\displaystyle X}). Най-често основната равнина {\displaystyle OXY}е хоризонтална, а оста {\displaystyle Z} е вертикална и се нарича „полярна ос“, по аналогия с оста на въртене на земното кълбо, минаваща през полюсите.
Сферичните координати {\displaystyle (r,\;\theta ,\;\varphi )} на точка {\displaystyle P} се дефинират като:
- {\displaystyle r} – разстояние от координатното начало {\displaystyle O} до точката на наблюдение {\displaystyle P} или радиус-вектор на точката.
- {\displaystyle \theta } – вертикален ъгъл между полярната ос {\displaystyle Z} и радиус-вектора {\displaystyle r} на точката {\displaystyle P}.
- {\displaystyle \varphi } – хоризонтален ъгъл между отправната ос {\displaystyle X} и проекцията на радиус-вектора на точката {\displaystyle P} върху равнината {\displaystyle OXY}.

Ъгълът, допълващ зенитния ъгъл {\displaystyle \theta } до 90° се нарича ъгъл на място, ъгъл на възвишение или елевация: {\displaystyle \varepsilon =90^{\circ }-\theta }
Ъглите {\displaystyle \theta } и {\displaystyle \varphi } са неопределени при {\displaystyle r=0}, а {\displaystyle \varphi } е неопределен при {\displaystyle \sin(\theta )=0} (при {\displaystyle \theta =0} или {\displaystyle \theta =180^{\circ }}).
Знакът за азимут се определя от предварително дефинирана положителна посока на въртене спрямо оста {\displaystyle Z}. 

### Мерни единици
Ъглите се измерват в градуси (°) или радиани (rad), където {\displaystyle 360^{\circ }=2\pi }[rad]. Мерки на ъгли в градуси се използват най-често в географията, астрономията и инженерните науки. В теоретичната физика и математиката се предпочитат мерки в радиани. Мерната единица за полярен радиус r се определя при дефиницията на координатната система. 

### Граници
При дефиницията на координатната система се поставят гранични стойности за ъглите {\displaystyle \theta } и {\displaystyle \varphi }. Обичайно {\displaystyle \theta \in {\mathopen {[}}0^{\circ },180^{\circ }{\mathclose {]}}} и {\displaystyle \varphi \in {\mathopen {[}}0^{\circ },360^{\circ }{\mathclose {)}}} (в радиани: {\displaystyle \theta \in {\mathopen {[}}0,\pi {\mathclose {]}}} и {\displaystyle \varphi \in {\mathopen {[}}0,2\pi {\mathclose {)}}}). Предпочитаните граници в географските координатни системи са {\displaystyle \theta \in {\mathopen {[}}-90^{\circ },90^{\circ }{\mathclose {]}}} и {\displaystyle \varphi \in {\mathopen {(}}-180^{\circ },180^{\circ }{\mathclose {]}}}. 